# Армуз е Ко
Армуз е Ко (фр. Armous-et-Cau) насеље је и општина у јужној Француској у региону Миди Пирене, у департману Жерс која припада префектури Миранд.
По подацима из 2011. године у општини је живело 95 становника, а густина насељености је износила 10,18 становника/km². Општина се простире на површини од 9,33 km². Налази се на средњој надморској висини од 175 метара (максималној 279 m, а минималној 152 m).

## Демографија
| 1962. | 1968. | 1975. | 1982. | 1990. | 1999. | 2011. |
| ----- | ----- | ----- | ----- | ----- | ----- | ----- |
| 108   | 117   | 104   | 81    | 82    | 90    | 95    |

График промене броја становника у току последњих година